# Codonorchis
Codonorchis – rodzaj roślin z rodziny storczykowatych (Orchidaceae). Obejmuje 2 gatunki występujące w Ameryce Południowej w Argentynie, Brazylii, Chile i na Falklandach.

## Systematyka
Rodzaj sklasyfikowany do monotypowego plemienia Codonorchideae (P.J.Cribb) w podrodzinie storczykowych (Orchidoideae), rodzina storczykowate (Orchidaceae), rząd szparagowce (Asparagales) w obrębie roślin jednoliściennych.
Wykaz gatunków
- Codonorchis canisioi Mansf.
- Codonorchis lessonii (d'Urv.) Lindl.